# 艾莉莎·林姆
艾莉莎·林姆（英語：Alyssa Lim，1991年1月23日—），英格蘭女子羽毛球運動員。

## 簡歷
2012年，艾莉莎·林姆與本·斯塔夫斯基打進瑞士羽毛球國際賽的混合雙打決賽，並拿得亞軍。

## 主要比賽成績
只列出曾進入準決賽的國際賽事成績：
| 年份   | 賽事                   | 公開賽級別 | 項目     | 拍檔             | 成績   |
| ------ | ---------------------- | ---------- | -------- | ---------------- | ------ |
| 2009年 | 歐洲青年羽毛球錦標賽   | 其他       | 混合團體 | －               | 準決賽 |
| 2010年 | 匈牙利羽毛球國際賽     | 國際系列賽 | 女子雙打 | 萨曼塔·沃德      | 準決賽 |
| 2010年 | 威爾斯羽毛球國際賽     | 國際系列賽 | 混合雙打 | Mark Middleton   | 準決賽 |
| 2010年 | 蘇格蘭羽毛球國際賽     | 國際挑戰賽 | 女子雙打 | 萨曼塔·沃德      | 準決賽 |
| 2010年 | 蘇格蘭羽毛球國際賽     | 國際挑戰賽 | 混合雙打 | Mark Middleton   | 準決賽 |
| 2011年 | 克羅地亞羽毛球國際賽   | 國際系列賽 | 女子雙打 | 海伦·戴维斯      | 準決賽 |
| 2011年 | 葡萄牙羽毛球國際賽     | 國際系列賽 | 女子雙打 | 海伦·戴维斯      | 亞軍   |
| 2012年 | 愛沙尼亞羽毛球國際賽   | 國際系列賽 | 女子雙打 | Jessica Fletcher | 準決賽 |
| 2012年 | 瑞士羽毛球國際賽       | 國際挑戰賽 | 混合雙打 | 本·斯塔夫斯基    | 亞軍   |
| 2012年 | 愛爾蘭羽毛球國際賽     | 國際系列賽 | 女子雙打 | Jessica Fletcher | 準決賽 |
| 2013年 | 波蘭羽毛球公開賽       | 國際挑戰賽 | 混合雙打 | 克里斯托弗·高斯  | 準決賽 |
| 2013年 | 法國羽毛球國際賽       | 國際挑戰賽 | 混合雙打 | 马库斯·埃利斯    | 亞軍   |
| 2013年 | 丹麥羽毛球國際賽       | 國際挑戰賽 | 混合雙打 | 马库斯·埃利斯    | 準決賽 |
| 2013年 | 捷克羽毛球國際賽       | 國際挑戰賽 | 女子雙打 | 苏菲·布朗        | 準決賽 |
| 2014年 | 奧地利羽毛球國際挑戰賽 | 國際挑戰賽 | 混合雙打 | 克里斯托弗·高斯  | 準決賽 |
| 2014年 | 芬蘭羽毛球公開賽       | 國際挑戰賽 | 混合雙打 | 克里斯托弗·高斯  | 準決賽 |

| 2007-2017年 | 首要超級賽 | 超級賽 | 黃金大獎賽 | 大獎賽 | 國際挑戰賽 | 國際系列賽 | 未來系列賽 | 其他 |

| 2018-2026年 | 總決賽 | 超級1000賽 | 超級750賽 | 超級500賽 | 超級300賽 | 超級100賽 | 國際挑戰賽 | 國際系列賽 | 未來系列賽 | 其他 |